# Dead
Per Yngve "Pelle" Ohlin, född 16 januari 1969 i Västerhaninge, död 8 april 1991 i Kråkstad, mer känd under sitt artistnamn Dead, var en svensk metalmusiker, sångare och textförfattare i det norska black metal-bandet Mayhem från 1988 till sin död 1991. Innan sin tid i Mayhem fungerade han även som sångare i death/thrash-bandet Morbid. Ohlin var populär inom den norska black metal-scenen och hans arv lever kvar i genren än i dag. År 2011 rankade Roadrunner Records honom som nummer 48 av 50 av The Greatest Metal Front-Men of All Time.
Ohlin var känd för sin sjukliga personlighet och besatthet av döden. Han samlade på döda fåglar, bar skjortor med begravningsmeddelanden och var en av de första inom black metal som bar liksminkning. Bekanta och jämnåriga beskrev Ohlin som svår att bli vän med och svår att förstå. Han var väldigt introvert och deprimerad, vilket förvärrades närmare hans död. Han blev mer tillbakadragen, skadade sig själv också utanför uppträdanden och isolerade sig själv under långa perioder i sitt sovrum. 
I april 1991 begick Ohlin självmord, vid 22 års ålder En bild av hans döda kropp användes som omslag till bootleg-livealbumet Dawn of the Black Hearts. Hans död innebar en vändpunkt i historien om den norska black metal-scenen. 

## Tidigt liv
Per Ohlin föddes 1969 i Västerhaninge som son till Lars Ohlin och Anita Forsberg. Föräldrarna skilde sig strax efter att sonen föddes. Som barn led han av sömnapné. Vid tio års ålder drabbades han av inre blödningar när hans mjälte sprack, vilket han själv påstod berodde på en skridskoolycka. I den svenska metalboken Blod, eld, död uppgav dock hans bror, Anders Ohlin, att Ohlin ofta blev mobbad i skolan och att den spruckna mjälten var en direkt följd av mobbarnas svåra misshandel. På grund av skadan var han tvungen att föras till sjukhus, där han under en tid förklarades kliniskt död. Den här händelsen resulterade senare i en fascination för döden och inspirerade även till hans artistnamn. 
Som tonåring utvecklade han ett intresse för heavy metal och rockmusik. Några av Ohlins favoriter var Black Sabbath, Kiss, Iron Maiden, Judas Priest, AC/DC, Motörhead, Venom, Metallica, Bathory, Sodom och Mercyful Fate. Trots sin kärlek till Bathory var han mycket missnöjd efter deras stilförändring, och kallade följaktligen  Quorthon för "en mes".

## Karriär

### Morbid och Mayhem
I början av 1986 grundade Ohlin den svenska thrash/death metal-gruppen Morbid, med vilken han spelade in demoalbumet December Moon. Besviken över att bandet inte "åkte någonstans", bestämde han sig för att kontakta medlemmar av Mayhem eftersom han var medveten om att gruppen behövde en ny frontman efter sångaren Maniacs avgång. Enligt Mayhems basist Jørn "Necrobutcher" Stubberud skickade Ohlin till att börja med bandmedlemmarna ett litet paket innehållande ett demoalbum, ett brev som beskrev hans idéer för framtiden och en korsfäst mus. Även om Necrobutcher förlorade själva paketet, behöll han Ohlins kontaktuppgifter. Ohlin flyttade till Norge 1988 och blev då Mayhems nya sångare.

### Uppträdanden
Ohlin arbetade hårt för att uppnå den image och atmosfär han önskade vid konserter. Exempelvis hade han redan från början liksminkning. Enligt Necrobutcher hade det "inte något att göra med hur Kiss och Alice Cooper använde smink. Dead ville faktiskt se ut som ett lik. Han gjorde det inte för att se cool ut". Jan Axel "Hellhammer" Blomberg hävdade att Ohlin "var den första black metal-musikern som använde liksminkning", även om det här kan ifrågasättas eftersom Øystein "Euronymous" Aarseth kan ses bära liksminkning i live-filmer så tidigt som 1985. För att fullborda sin likliknande bild, begravde Ohlin sina scenkläder och grävde upp dem igen för att bära på kvällen för en konsert. Hellhammer:
Innan föreställningarna brukade Dead gräva ner sina kläder i marken så att de kunde börja ruttna och få den där gravdoften. Han var ett lik på en scen. En gång bad han till och med oss att begrava honom i marken — han ville att hans hud skulle bli blek.
Under en turné med Mayhem hittade han en död kråka och förvarade den i en plastpåse. Han bar den ofta med sig och luktade på fågeln innan han gick upp på scen, för att sjunga "med dödsstanken i näsborrarna." Han samlade senare döda gäss och hade dem under sin säng.
Ohlin skar sig ibland under spelningarna. Under en spelning i Jessheim den 3 februari 1990 högg han sig i armen med en trasig flaska. Emperor-trummisen Bård "Faust" Eithun hävdar att Ohlin var tvungen att föras till sjukhus efter spelningen, men kom så sent att det inte var någon idé att ge honom stygn.
I en intervju utförd av Marduk-gitarristen Morgan Håkansson, och publicerad i fanzinet Slayer, förklarade Ohlin hur han och resten av Mayhem skulle utvisa posörer på deras konserter. Han reciterade händelserna från en viss show och hävdade att "innan vi började spela fanns det en publik på cirka 300 där inne, men i den andra låten 'Necrolust' började vi kasta runt de där grishuvudena. Bara 50 var kvar." Han och de andra medlemmarna njöt av den här typen av träning; han avslutade med "Om någon inte gillar blod och ruttet kött som kastas i ansiktet på dem kan de DRA ÅT HELVETE, och det är precis vad de gör."
Ohlin gjorde också ett kort framträdande i musikvideon från 1986 till Candlemass "Bewitched".

## Personlighet
I intervjuer beskrev medmusiker ofta Ohlin som udda och introvert.  Hellhammer beskrev Ohlin som "en mycket märklig personlighet […] deprimerad, melankolisk och mörk". Euronymous beskrev Ohlin liknande: "Jag tror ärligt talat Dead är mentalt galen. På vilket annat sätt kan man beskriva en kille som inte äter, för att få svältsår? Eller som har en T-shirt med begravningsmeddelanden?" Den tidigare Mayhem-trummisen Kjetil Manheim jämförde Ohlins personlighet med Marvin den paranoida androiden. Vissa författare har spekulerat i att Ohlin kan ha haft Cotards syndrom, ett mycket sällsynt tillstånd som framträder i tron att ens kropp inte är en levande människas utan istället ett lik; denna teori stöds av en mängd olika uttalanden från Ohlin om ämnet hans blod och kropp.
 

Enligt Faust:
[Dead] var inte en kille du kunde känna så väl. Jag tror att även de andra killarna i Mayhem inte kände honom så väl. Han var svår att komma nära. Jag träffade honom två veckor innan han dog. Jag hade träffat honom kanske sex till åtta gånger totalt. Han hade många konstiga idéer. Jag minns att Aarseth pratade om honom och sa att han inte hade någon humor. Det hade han, men den var väldigt obskyr. Ärligt talat så tror jag inte att han njöt av att leva i den här världen, vilket naturligtvis resulterade i självmordet.
Stian "Occultus" Johannsen, som kort tog över som sångare efter Deads självmord, påpekade att Dead inte ens hade en normal uppfattning om sig själv:
Han [Dead] såg sig inte som människa; han såg sig själv som en varelse från en annan värld. Han sa att han hade många syner om att hans blod har frusit i hans ådror, att han var död. Det var därför han tog det namnet. Han visste att han skulle dö.
Enligt en långvarig brevvän till Ohlin, känd som "Old Nick", ogillade Ohlin teknik. Han skrev bara med handskrivna brev och skulle aldrig ta till användningen av en dator. Old Nick drog slutsatsen att "tekniken i allmänhet gjorde honom obekväm. Han förkastade det helt och hållet och hittade [istället] en tillflykt i en värld gjord av skogar och skogsmarker." Han hade också ett ovanligt intresse för porfyri på grund av dess koppling till vampyrmytologin.

## Självskada och självmord
Med tiden gjorde Ohlins sociala situation och hans fascination för döden att hans mentala tillstånd förvärrades avsevärt. Han skar sig slentrianmässigt i närvaro av sina vänner, som sedan lappade ihop honom. Även om detta upprörde många av hans vänner, blev Euronymous fascinerad av Ohlins  självmordsideologier eftersom han kände att extrem negativitet passade Mayhems bild – och enligt vännerna  uppmuntrade han Ohlin att ta livet av sig. Den tidigare bandmedlemmen Kjetil Manheim konstaterade att han var osäker på om Øystein gjorde det av ren ondska eller om han "bara busade".
År 1991 bodde Ohlin, Euronymous och Hellhammer i ett hus i skogen nära Kråkstad. Huset användes också som replokal för bandet. Enligt Hellhammer tillbringade Ohlin en stor del av sin tid med att skriva brev och rita. Han "satte sig bara på sitt rum och blev mer och mer deprimerad". Mayhems basist Necrobutcher sa att Ohlin och Euronymous, efter att ha bott tillsammans ett tag, gick varandra mycket på nerverna. Hellhammer minns en anekdot där Dead en gång gick iväg för att sova i skogen eftersom Euronymous spelade syntmusik, vilket Ohlin hatade. Euronymous följde efter Ohlin och började skjuta upp i luften med ett hagelgevär för att ytterligare antagonisera honom. Varg Vikernes från Burzum hävdar att Ohlin en gång högg Euronymous med en kniv under ett bråk. Vikernes hävdar också att han skickade Mayhem ammunition, inklusive hagelpatroner, som julklapp. Vikernes påstår att det inte var ammunitionen Ohlin  använde för att döda sig själv, utan att han istället sparade en "speciell patron" som skulle användas för hans självmord.
Den 8 april 1991, medan han lämnades ensam i huset, använde Ohlin en jaktkniv för att skära upp sina handleder och sin hals, och efteråt sköt han sig själv i pannan med ett hagelgevär. Han lämnade ett kort självmordsbrev, vilket inleddes med raden "Ursäkta blodet...". Hans kropp hittades av Euronymous, som var tvungen att klättra genom ett öppet fönster eftersom dörrarna var låsta och det inte fanns några andra nycklar till huset. Istället för att ringa polisen besökte han en närliggande butik för att köpa en engångskamera vilken han fotograferade kroppen med. Efter att ha ordnat om några föremål för sina bilder ringde han  räddningstjänsten. Ohlins självmord orsakade en spricka mellan Euronymous och flera av hans vänner, som äcklades av hans inställning till Ohlin före självmordet, och hans beteende efter Ohlins död. Necrobutcher avslutade sin vänskap med Euronymous och lämnade Mayhem. Manheim spekulerade senare att Euronymous medvetet hade lämnat Ohlin ensam i huset så att han skulle få en chans att ta livet av sig. Ohlins självmord sades orsaka "en mentalitetsförändring" på  black metal-scenen och var det första i en rad ökända händelser som genomfördes av dess medlemmar.
Ohlins begravning hölls i Österhaninge kyrka fredagen den 26 april 1991. Han begravdes på Österhaninge begravningsplats, belägen söder om Stockholm.

## Arv
Euronymous använde Ohlins självmord för att bygga på Mayhems "onda" bild och hävdade att Ohlin hade tagit livet av sig för att black metal hade blivit "trendigt" och kommersialiserat. Euronymous udda beteende, att ta bilder av Ohlins kropp samt tvinga andra att se dem, kan ha varit ett sätt att hantera chocken av att se sin väns kropp enligt Necrobutcher. Efter att Hellhammer framkallat bilderna lovade Euronymous först att förstöra dem, men gjorde det inte. Han förvarade dem i ett kuvert i sin skivaffär Helvete och skickade ett till ägaren av Warmaster Records. Det här resulterade i att det användes som omslag för bootleg-livealbumet The Dawn of the Black Hearts, som släpptes 1995. Omslaget till Mayhems Live in Leipzig innehåller en del av Ohlins självmordsbrev: Jag är inte en människa. Det här är bara en dröm, och snart vaknar jag.
Med tiden spreds rykten om att Euronymous hade gjort en gryta med bitar av Ohlins hjärna och hade gjort halsband med bitar av hans skalle. Bandet förnekade senare det första ryktet, men bekräftade att det andra var sant. Dessutom hävdade Euronymous att han givit dessa halsband till musiker som han ansåg värdiga, vilket bekräftades av flera andra medlemmar av scenen, som Bård "Faust" Eithun, Metalion, och Morgan Håkansson.
Necrobutcher noterade att "folk blev mer medvetna om black metal-scenen efter att Dead hade skjutit sig själv... Jag tror att det var Deads självmord som verkligen förändrade scenen".

## Diskografi
Som sångare:
Som en del av Morbid
- Morbid Rehearsal (1987) (Demoalbum)
- December Moon (1987) (Demoalbum)
- Live in Stockholm (2000) (Livealbum)
- Year of the Goat (2011) (samlingsalbum)

Som en del av Mayhem
- Live in Leipzig (1993) (Livealbum)
- The Dawn of the Black Hearts[37] (1995) (bootleg livealbum)
- Freezing Moon/Carnage (1996) (Singel)
- Out from the Dark (1996) (Demoalbum)
- Live in Zeitz (2016) (Livealbum)
- Live in Jessheim (2017) (Livealbum)
- De Mysteriis Dom Sathanas: The Dead Files (2017) (samlingsalbum)
- Deathcrush: The Dead Version (2018) (samlingsalbum)
- Live in Sarpsborg (2019) (Livealbum)